# Sam Jaeger
Samuel Heath Jaeger (Perrysburg, 29 gennaio 1977) è un attore, sceneggiatore e regista statunitense.
È conosciuto maggiormente per i ruoli di Matt Dowd nella serie televisiva Eli Stone e di Joel Graham in Parenthood.

## Biografia
Figlio di Charles e LeAnne Jaeger, dopo essersi diplomato nel 1995, consegue una laurea in Master of Fine Arts presso la Otterbein University nel 1999. Nel 2007 sposa l'attrice Amber Marie Mellot dal quale nel 2010 avrà il figlio Gus.
Inizia la sua carriera di attore recitando in teatro a New York e ottenendo piccoli ruoli in Law & Order e E.R. - Medici in prima linea. Successivamente si trasferisce a Los Angeles dove arrivano i primi ruoli in produzioni importanti come Traffic (2000) e Behind Enemy Lines - Dietro le linee nemiche (2001).
Il primo ruolo importante arriva con Sotto corte marziale (2002) dove recita al fianco di Bruce Willis e Colin Farrell. In questi anni ottiene anche la partecipazione a serie tv come CSI - Scena del crimine, Scrubs e N.Y.P.D.. Dal 2010 al 2015 ha interpretato Joel Graham in Parenthood, prodotta dalla rete statunitense NBC.

## Filmografia

### Cinema
- Behind Enemy Lines - Dietro le linee nemiche (Behind Enemy Lines), regia di John Moore (2001)
- Sotto corte marziale (Hart's War), regia di Gregory Hoblit (2002)
- Debito di sangue (Blood Work), regia di Clint Eastwood (2002)
- Advantage Hart, regia di Jeff Seibenick (2003) - cortometraggio
- Sexual Life, regia di Ken Kwapis (2005)
- S.C.R.E.W.D., regia di Benjamin Nurick (2006) - cortometraggio
- Tutte le cose che non sai di lui (Catch and Release), regia di Susannah Grant (2006)
- Slevin - Patto criminale (Lucky Number Slevin), regia di Paul McGuigan (2006)
- Breaking Down Carla, regia di Mark Salamon (2007) - cortometraggio
- Henry Poole - Lassù qualcuno ti ama (Henry Poole is Here), regia di Mark Pellington (2008) - non accreditato
- Within, regia di Hanelle Culpepper (2009)
- Take Me Home, regia di Sam Jaeger (2011)
- La verità su Emanuel (Truth About Emanuel), regia di Francesca Gregorini (2013)
- Miss Dial, regia di David H. Steinberg (2013)
- Lei (Her), regia di Spike Jonze (2013)
- Plain Clothes, regia di Sam Jaeger (2013) - cortometraggio
- Vizio di forma (Inherent Vice), regia di Paul Thomas Anderson (2014)
- American Sniper, regia di Clint Eastwood (2014)
- To Dust Return, regia di Chris Peters (2015)
- S.W.A.T. - Sotto assedio (S.W.A.T.: Under Siege), regia di Tony Giglio (2017)
- Gli occhi di Tammy Faye (The Eyes of Tammy Faye), regia di Michael Showalter (2021)
- Wolf Man, regia di Leigh Whannell (2025)

### Televisione
- Double Platinum, regia di Robert Allan Ackerman – film TV (1999)
- Law & Order - I due volti della giustizia (Law & Order) – serie TV (1999)
- West Wing - Tutti gli uomini del Presidente (The West Wing) – serie TV (2000)
- Signs of Life – serie TV (2001)
- Così è la vita (That's Life) – serie TV (2001)
- E.R. - Medici in prima linea (ER) – serie TV (2001)
- Girls Club – serie TV, 9 episodi (2002)
- Scrubs - Medici ai primi ferri (Scrubs) – serie TV (2003)
- CSI - Scena del crimine (CSI: Crime Scene Investigation) (2003)
- The Riverman - Storia di un serial killer (The Riverman), regia di Bill Eagles (2004)
- NYPD - New York Police Department (NYPD Blue) – serie TV (2004)
- More, Patience, regia di Arlene Sanford (2006)
- Una donna alla Casa Bianca (Commander in Chief) – serie TV (2006)
- Notes from the Underbelly (2007)
- Eli Stone – serie TV, 25 episodi (2008-2009)
- Drop Dead Diva – serie TV (2009)
- Friday Night Lights – serie TV (2009)
- Parenthood – serie TV, 99 episodi (2010-2015)
- The PET Squad Files – serie TV, 4 episodi (2013-2015)
- Lumen, regia di Joe Johnston (2015)
- When We Rise – miniserie TV, 3 puntate (2017)
- Tell Me a Story – serie TV, 10 episodi (2018-2019)
- The Handmaid's Tale – serie TV (2018-2025)
- Why Women Kill – serie TV, 10 episodi (2019)
- The Politician – serie TV, 8 episodi (2019-2020)
- Il diavolo in Ohio (Devil in Ohio) – miniserie TV, 8 episodi (2022)

## Doppiatori italiani
Nelle versioni in italiano delle opere in cui ha recitato, Sam Jaeger è stato doppiato da:
- Riccardo Scarafoni in Parenthood, Vizio di forma, Law & Order True Crime, Il diavolo in Ohio
- Francesco Bulckaen in Sotto corte marziale, Eli Stone
- Stefano Billi Scrubs - Medici ai primi ferri
- Roberto Gammino in CSI - Scena del crimine
- Gabriele Calindri in Riverman - Storia di un serial killer
- Massimo Bitossi in American Sniper
- Lorenzo Scattorin in S.W.A.T. - Sotto assedio
- Alessandro Quarta in Tell Me A Story
- Riccardo Rossi in Wolf Man
- Simone Crisari in The Politician
- Diego Baldoin in The Handmaid's Tale